# Pianophasing
Pianophasing is een compositie van de Nederlandse componist Kristoffer Zegers. Hij schreef dit werk voor 120 pianisten. De musici dienen daarbij quatre mains te spelen op in totaal 60 piano's. Zegers kwam tot deze compositie toen hij het fenomeen faseverschuiving binnen de muziek bestudeerde. De Amerikaanse componist Steve Reich was een grote bron van inspiratie, met stukken zoals Piano Phase of Violin Phase die gebruik maken van deze techniek.
De compositie Pianophasing is geschreven voor de Grote of Onze-Lieve-Vrouwekerk te Breda en diens extreem lange galm. Naklank van de ruimte is elementair voor de compositie, zowel de grote hoeveelheid piano's maar ook de echo van het gebouw zorgen voor een grote homogeniteit in het geluid.
Voor de uitvoering van het werk is het noodzakelijk dat alle piano's net even iets anders gestemd zijn. Op deze manier ontstaan bij samenspel microtonen. Als de piano's in de juiste volgorde worden bespeeld, kan het effect van een glissando bereikt worden. De lengte van Pianophasing bedraagt 34 minuten en bestaat uit 7 delen. Zegers heeft deze compositie geschreven in 2006.
De première vond plaats in 2007, in de Grote of Onze-Lieve-Vrouwekerk in Breda. In 2008 maakte Zegers een aangepaste versie van dit stuk voor 40 pianisten Pianophasing I, die gespeeld werd tijdens November Music 2008 in Den Bosch.
De compositie Pianophasing II (een vervolg op deel I) is gecomponeerd voor het befaamde Huddersfield Contemporary Music Festival in Engeland in de stad Huddersfield. Aldaar is de compositie met 50 pianisten wederom uitgevoerd. In maart 2010 is pianophasing II uitgevoerd in Huddersfield genomineerd voor een prijs van het zeer befaamde Engelse Royal Philharmonic Society Music Awards. In oktober 2012 werd Pianophasing op 25 piano's en door 50 pianisten uitgevoerd in het Soundsream Festival in Australië.